# Ц Руђери (Ровиго)
Ц Руђери је насеље у Италији у округу Ровиго, региону Венето.
Према процени из 2011. у насељу је живело 56 становника. Насеље се налази на надморској висини од 5 м.